# Mick Fanning
Mick Fanning, właśc. Michael Eugene Fanning (ur. 13 czerwca 1981 w Penrith) – australijski surfer. W 2007, 2009 oraz 2013 wygrywał ASP World Tour. W 2015 roku przeżył starcie z żarłaczem białym podczas finałów zawodów J-Bay Open na plaży Jeffrey w Południowej Afryce.

## Życiorys
Fanning urodził się 13 czerwca 1981 roku w Penrith w Nowej Południowej Walii w rodzinie pochodzenia irlandzkiego. Nauczył się surfować w wieku pięciu lat na południowym wybrzeżu Australii w miejscowości o nazwie Mount Gambier, jednak nie skupiał się na surfingu dopóki jego rodzina nie przeprowadziła się do Tweed Heads, kiedy miał dwanaście lat. Dorastał wraz z innym profesjonalnym surferem Joelem Parkinsonem w Gold Coast w regionie Northern Rivers, gdzie uczęszczali wraz zJoelem Parkinsonem do Palm Beach Currumbin State High School. Na granicy z Queensland, Fanning miał dostęp do najlepszych warunków gdzie zaczął wyrabiać swoją rozpoznawalność w świecie surfingu. W 1996 był już w czołówce surferów Australii plasując się w pierwszej trójce australijskiego rankingu. W 1998 jego brat Sean, także aspirujący surfer, zginął w wypadku samochodowym.

### Kariera zawodowa
W 2001 roku dostał dziką kartę na zawody Rip Curl Pro na plaży Bells gdzie wygrał jedne z najbardziej prestiżowych zawodów w Australii. W 2002 roku zdobył tytuł „rookie of the year” wygrywając zawody Billabong Pro na plaży Jeffrey.